# Albany (Wyoming)
|  | Per a altres significats, vegeu «Comtat d'Albany». |

Albany és una concentració de població designada pel cens al Comtat d'Albany a l'estat de Wyoming (EUA). Segons el cens del 2000 tenia 80 habitants.

## Demografia
Segons el cens del 2000, Albany tenia 80 habitants, 33 habitatges, i 22 famílies. La densitat de població era d'1,5 habitants/km².
Dels 33 habitatges en un 24,2% hi vivien nens de menys de 18 anys, en un 60,6% hi vivien parelles casades, en un 3% dones solteres, i en un 33,3% no eren unitats familiars. En el 21,2% dels habitatges hi vivien persones soles el 3% de les quals corresponia a persones de 65 anys o més que vivien soles. El nombre mitjà de persones vivint en cada habitatge era de 2,42 i el nombre mitjà de persones que vivien en cada família era de 2,91.
Per edats la població es repartia de la següent manera: un 17,5% tenia menys de 18 anys, un 5% entre 18 i 24, un 20% entre 25 i 44, un 38,8% de 45 a 60 i un 18,8% 65 anys o més.
L'edat mediana era de 49 anys. Per cada 100 dones de 18 o més anys hi havia 100 homes.
La renda mediana per habitatge era de 26.071 $ i la renda mediana per família de 27.321 $. Els homes tenien una renda mediana de 62.321 $ mentre que les dones 0 $. La renda per capita de la població era de 17.046 $. Cap de les famílies i el 9,2% de la població estaven per davall del llindar de pobresa.

## Poblacions properes
El següent diagrama mostra les poblacions més properes.